# Ringo Starr & His All-Starr Band
A Ringo Starr & His All-Starr Band Ringo Starr supergroup együttese, amelyet 1989-ben alapított. A zenekar felállása hullámzó. 
1989 óta az együttes 14 változatával turnézott, ahol "a színpadon mindenki sztár a maga nemében". A zenekar ötletét David Fishof producer találta ki.

## Tagok 2021-ben
- Ringo Starr – ének, dob, zongora (1989–)
- Colin Hay – gitár, ének (2003, 2008, 2018–)
- Hamish Stuart – basszusgitár, gitár, ének (2006–2008, 2019–)
- Gregg Bissonette – dob, vokál (2008–)
- Steve Lukather – gitár, ének (2012–)
- Gregg Rolie – orgona, ének (2012–)
- Warren Ham – szaxofon, billentyűk, ütős hangszerek, ének (2014–)